# Пиер Розанвалон
Пиер Розанвалон (на френски: Pierre Rosanvallon), роден в Блоа, 1948 г., е френски историк, социолог и политолог. От 2001 г. е титуляр на катедрата по модерна и съвременна история в Колеж дьо Франс като същевременно е и професор във Висшата школа за социални науки (EHESS).
Трудовете му са посветени на историческите връзки между общественото устройство, държавата, идеите и политиките, такива, каквито съвременността ги разкрива. Книгите му са преведени на повече от десет езика.
През 2002 г. организира „интелектуалното ателие“ „Републиката на идеите“, което издава свое списание („Животът на идеите“), повежда своя поредица от книги в издателство „Seuil“, а през 2006 г. организира в Гренобъл конференция върху „новата социална критика“.
Пиер Розанвалон е бил синдикален ръководител и членувал във Френската социалистическа партия. Обновяването на социалната критика, на теория и на практика е сред приоритетите на неговите занимания.